# Иванов, Виктор Андреевич (генерал)
Виктор Андреевич Иванов (6 [18] ноября 1805 — 20 декабря 1883  [1 января 1884]) — полный генерал,
Происходил из дворян Петербургской губернии, окончил курс в Морском кадетском корпусе и 22 февраля 1823 г. зачислен мичманом. В 1827 г. участвовал в битве при Наварине и за отличие награжден орденом св. Анны 3 ст.
Затем служил в Кронштадте при штабе главного командира порта. 1.01.1847 награждён орденом Святого Георгия IV класса за 25 лет выслуги в офицерских чинах. В 1852—1857 г. управлял низовым округом корабельных лесов. 30 августа 1855 г. произведен в генерал-майоры, с 21 июня 1859 г. по кончину состоял членом Государственного Контроля. 30 августа 1880 г. произведен в полные генералы.